# Julio Musimessi
Julio Musimessi (9 de juliol de 1924 - 27 d'agost de 1997) fou un futbolista argentí. Va formar part de l'equip argentí a la Copa del Món de 1958.